# 安顺场镇
安顺场镇，原为安顺彝族乡，是中华人民共和国四川省雅安市石棉县下辖的一个乡镇级行政单位。2019年12月，撤销安顺彝族乡和先锋藏族乡，设立安顺场镇，以原安顺彝族乡和原先锋藏族乡所属行政区域为安顺场镇的行政区域。

## 行政区划
安顺场镇下辖以下地区：
安顺村、小水村、新场村、魁沙村、几子坪村和松岗村。